# Thomas Ludwell Lee
Thomas Ludwell Lee, Sr. (13 dicembre 1730 – 13 aprile 1778) è stato un politico statunitense, fu un proprietario di piantagione in Virginia che fu membro della Camera Bassa della Virginia e successivamente membro del Senato, ed è forse meglio noto come uno degli estensori della Dichiarazione dei diritti della Virginia.

## Biografia

### Primi passi
Lee nacque il 13 dicembre 1730, probabilmente a Stratford Hall Plantation, nella Contea di Westmoreland, in Virginia, dal colono della Virginia  Thomas Lee e dalla di lui consorte Hannah Harrison Ludwell. Nato in una delle  prime famiglie di quello Stato, fu il terzo figlio della coppia e il secondo sopravvissuto fino alla maggiore età. Sebbene il primogenito della coppia fosse morto poco dopo essere stato battezzato come Richard Lee, nel febbraio 1727 Hannah Ludwell Lee diede alla luce Philip Ludwell Lee (1727-1775) e gli diede il nome del di lui amato padre.
Questi, noto poi come "Colonnello Phil", fu il primo dei suoi figli a sopravvivere e rientrò in Virginia dall'Inghilterra (dove si era laureato a Eton studiando giurisprudenza) dopo la morte del padre, verso la fine del 1750, per assumersi la responsabilità dei suoi fratelli minori rimasti orfani e per gestire Stratford Hall e le annesse piantagioni, che egli aveva ereditato per via della sua primogenitura (compresi i più di 12 000 acri nelle contee di Northumberland e di Stafford in Virginia oltre a terreni nella Maryland's Eastern Shore e due isole) e numerosi schiavi (compresi oltre 100, solo presso la piantagione di 2800 acri in Stratford). Il colonnello Phil fu eletto nel Consiglio di Stato della Virginia nel 1757 e incrementò la sua proprietà terriera nel 1763, sposando la curatrice della sua eredità, ma perse la sua popolarità presso i suoi fratelli minori a causa della sua lentezza nel sistemare i beni del padre, in contrasto con il suo dispendioso comportamento a Stratford Hall.
Il fratello, Thomas Ludwell Lee, era l'altro co-esecutore dell'eredità paterna, ereditando terra nella contea di Stafford, 50 schiavi e l'orologio d'oro di suo padre, ma rimase in Inghilterra fino al 1756 per terminare i suoi studi in giurisprudenza nell'Inner Temple. La sua sorella maggiore presso la piantagione di famiglia a Machodoc nella contea di Westmoreland fu chiamata Hannah Ludwell Lee (1729-1782) in onore della madre, che fu molto coinvolta nel crescere Philip e Hannah e nel condurre le proprietà della famiglia durante le lunghe assenze del marito e nella conduzione degli affari, ma molto meno coinvolta nel crescere i suoi sei giovani figli, probabilmente, in parte, a causa del disagio provocato dall'incendio della casa di Machodoc nella piantagione, avvenuto successivamente nel 1729, dovendo stabilirsi temporaneamente con vari parenti Lee durante la ricostruzione di Stratford Hall e la risistemazione della famiglia. Hannah Lee morì il 25 gennaio 1750 all'età di 49 anni; il marito ne fece inumare la salma a Machodoc, nel cimitero che divenne poi noto come Burnt House Field, e pose per iscritto la sua volontà di essere sepolto accanto a lei quando sarebbe morto, il che successe alla fine dell'anno. Quando Thomas Ludwell Lee ritornò dall'Inghilterra nel 1756, empatizzò con i suoi fratelli minori Richard Henry Lee (nato nel 1730, che aveva ereditato della terra nella Contea del Principe William, con 40 schiavi), Francis Lightfoot Lee (nato nel 1734, e che aveva ereditato della terra nella parte di Fairfax County, che divenne Contea di Loudoun, e 30 schiavi), William Lee (nato nel 1739, e che sposò un'ereditiera) e Arthur Lee (nato nel 1740), e la loro sorella Alice Lee Shippen (1736-1817) che si trasfetrì a Filadelfia ma continuò a essere coinvolta nelle questioni della famiglia Lee; tutti furono coinvolti nella guerra d'indipendenza americana.

### Piantatori e politici
Thomas Ludwell Lee risiedette a Belleview, una piantagione nella  Contea di Stafford, in Virginia, e condusse una fattoria utilizzando il lavoro di schiavi. Nel settembre 1763, egli ospitò il primo raduno annuale della Mississippi Company a Belleview. George Washington (1732–1799) e suo fratello, John Augustine Washington, parteciparono a questo raduno nel settembre 1763.
Nel 1758, un anno dopo l'accesso del Col. Philip Lee al Consiglio di Stato della Virginia (normalmente un incarico a vita), i suoi fratelli e cugini, guidati da Richard Henry Lee, iniziarono il loro coinvolgimento legislativo nella Camera Bassa. Gli elettori della Contea di Stafford elessero Thomas Ludwell Lee come uno dei loro delegati presso la  Camera Bassa nel 1758, ed egli vinse ancora la rielezione prima di ritirarsi a vita privata. Nella precedente sessione, Richard Lee (figlio di Henry Lee e scapolo di Lee Hall dal 1747) divenne uno dei Rappresentanti della Contea di Westmoreland e continuò vincendo la rielezione fino al 1793; e nel 1758 il suo nipote favorito, Richard Henry Lee, vinse la prima di quelle che saranno le molte elezioni nella Camera Bassa. Per di più, Francis Lightfoot Lee vinse le sue prime elezioni alla Camera Bassa nella recentemente creata Contea di Loudoun e il cugino John Lee rappresentava la Contea di Essex.Il colonnello Philip Lee, che considerava sempre l'Inghilterra come "casa", si ammalò di "pleurite nervosa" poco dopo il capodanno del 1775 e morì il 21 febbraio dello stesso anno.
I mesi successivi alla sua morte diedero prova della vigilia della guerra di rivoluzione americana. John Alexander (che aveva sostituito Thomas Ludwell Lee come membro della Camera Bassa dalla Contea di Stafford) morì anch'egli, così Thomas Ludwell Lee ritornò a ciò che provò di essere l'ultima sessione della Camera Bassa, poiché il governatore della Virginia soppresse l'assemblea. Egli quindi continuò il suo coinvolgimento politico come uno dei rappresentanti della Contea di Stafford alla Terza, Quarta e Quinta Convenzione della Virginia. Nel frattempo i suoi fratelli William e Arthur Lee dall'Inghilterra incoraggiarono il loro parente della Virginia dall'Inghilterra a formare comitati di corrispondenza e mantenere l'agitazione nel Massachusetts, e Richard Henry Lee e Francis Lightfoot Lee furono i radicali della delegazione della Virginia al Congresso Continentale. Thomas Ludwell Lee e suo cugino Richard Lee corrispondevano con i loro collegamenti a Filadelfia e mantenevano i politici di Williamsburg in sincronia, inviando risoluzioni a Filadelfia che Tom Lee aveva aiutato a preparare, e implorando R.H. Lee di tornare a Williamsburg per aiutare ad abbozzare una costituzione per la Virginia (le sue parole "Noi non possiamo fare senza di voi" sarebbero state incise sulla pietra tombale di Richard Henry Lee).
Diversamente dai suoi fratelli, Lee si rifiutò di entrare nella politica nazionale. John Adams, citando George Wythe, disse una volta che Lee era
(Stephen Hess, America's Political Dynasties (1997) p.60)
.
Dopo che la Virginia aveva formulato la propria costituzione e l'Assemblea Generale della Virginia era divenuta bicamerale, Lee fu eletto al Senato per rappresentare il Northern Neck of Virginia--Contea di King George,  Contea di Stafford e Contea di Westmoreland e prestò servizio in questa posizione part-time fino alla sua morte, avvenuta meno di due anni dopo. Il 14 ottobre 1776, egli fu inserito in un comitato diretto da Thomas Jefferson e comprendente Wythe, Edmund Pendleton e George Mason per rivedere, emendare o abrogare ogni legge della Virginia, sottoponendo il risultato all'approvazione della Camera dei delegati della Virginia.

### Vita privata
Thomas sposò Mary Aylett, che diede alla luce sei figli (vedi sotto) e gli sopravvisse. Mary era la figlia di William Aylett e di Elizabeth Eskridge (1719). Divenuta vedova, Elizabeth si risposò con il Dr. James Steptoe, Col. (1709–1757).
1. Thomas Ludwell Lee, Jr. (c. 1752-1807), che sposò Frances "Fanny" Carter (c. 1755), figlia di Robert Wormley Carter (c. 1735-1797) di Sabine Hall, e di Winifred Tavener Beale (c. 1740).
2. William Aylett Lee (c. 1754), deceduto giovane.
3. George Lee, Sr. (c. 1756-1802), che sposò Evelyn Byrd Beverley (1782). Evelyn sposò in seconde nozze il Dr. Patrick Hume Douglas.  Evelyn era la figlia di Robert Beverley (1740–1800) e di Maria Carter (1745–1817).
4. Anne Fenton Lee (c. 1758), che sposò Daniel Carroll Brent (1759–1814), figlio di William Brent III (1733–1782) e di Eleanor Carroll.
5. Lucinda Lee (c. 1760), che sposò John Dalrymple Orr (1761), figlio di John Orr (1726) e di Susan Monroe Grayson (1743).
6. Rebecca Lee (c. 1763).

## Antenati

Stemma di Thomas Ludwell Lee

Thomas era il figlio del colonnello Thomas Lee, Hon. (1690–1750) di Stratford Hall, Westmoreland Co., Virginia.  Thomas sposò Hannah Harrison Ludwell (1701–1750).
- Hannah era la figlia del Col. Philip Ludwell II (1672–1726) di "Greenspring" e di Hannah Harrison (1679–1731).
- Thomas era il figlio del Col. Richard Lee II, Esq., the scholar (1647–1715) e di Laetitia Corbin (c. 1657-1706).
- Laetitia era la figlia di un vicino di Richard e Consigliere, Hon. Henry Corbin, Sr. (1629–1676) e di Alice (Eltonhead) Burnham (c. 1627-1684).
- Richard II, era figlio di Col. Richard Lee I, Esq., "l'immigrante" (1618–1664) e di Anne Constable (c. 1621-1666).
- Anne era la figlia di Francis Constable e una pupilla di Sir John Thoroughgood.